# Edward Benedicks
Edward Benedicks (* 9. Februar 1879 in Menton, Frankreich; † 24. August 1960 in Stockholm) war ein schwedischer Sportschütze.

## Erfolge
Edward Benedicks nahm an drei Olympischen Spielen teil. 1908 trat er in London in der Trap-Konkurrenz an und belegte in dieser den 27. Platz. Vier Jahre darauf ging er in Stockholm in drei Disziplinen an den Start. Im Trap verpasste er als 38. erneut eine vordere Platzierung und auch im Einzelschuss auf den Laufenden Hirsch kam er nicht über den 28. Platz hinaus. Im Doppelschuss erzielte er dagegen mit 74 Punkten das zweitbeste Resultat und erhielt hinter Åke Lundeberg die Silbermedaille. Bei den Olympischen Spielen 1920 in Antwerpen nahm er lediglich in der Mannschaftskonkurrenz auf den Laufenden Hirsch im Doppelschuss teil, gewann in diesem Wettbewerb aber eine weitere Silbermedaille. Gemeinsam mit Bengt Lagercrantz, Fredric Landelius, Alfred Swahn und Oscar Swahn belegte er hinter Norwegen und vor Finnland den zweiten Platz.
Von 1913 bis 1925 war Benedicks Mitglied des schwedischen Olympischen Komitees.